# Leszek Swornowski
Leszek Swornowski (* 28. března 1955 Vratislav, Polsko) je bývalý polský sportovní šermíř, který se specializoval na šerm kordem. Polsko reprezentoval v sedmdesátých a osmdesátých letech. Na olympijských hrách startoval v roce 1976 a 1980. O účast na olympijských hrách v roce 1984 ho připravil bojkot. V soutěži jednotlivců na olympijských hrách v roce 1980 nepostoupil do finálových bojů. V roce 1979 získal třetí místo na mistrovství světa v soutěži jednotlivců. S polským družstvem kordistů získal v roce 1980 stříbrnou olympijskou medaili.